# Угловское сельское поселение
Угловское сельское поселение (укр. Углівське сільське поселення, крымскотат. Acı Bolat köy yurtu, Аджы Болат кой юрту) — муниципальное образование в составе Бахчисарайского района Республики Крым России.
В состав поселения входит 1 село — Угловое.

## География
Поселение расположено на западе района, на побережье Каламитского залива Чёрного моря, в низовье реки Улу-Кол. Граничит на севере Кольчугинским сельскими поселением Симферопольского района, на востоке — Плодовским и на юге — с Вилинским сельскими поселениями.
Площадь поселения 32,56 км².
Транспортное сообщение осуществляется по региональным автодорогам 35К-009 «Саки — Орловка» и 35Н-072 «Угловое — Фурмановка» (по украинской классификации — территориальные автодороги Т-0104 и О-0-10234).

## Население
| 2001  | 2014  | 2015  | 2016  | 2017  | 2018  | 2019  |
| ----- | ----- | ----- | ----- | ----- | ----- | ----- |
| 3515  | ↘3334 | →3334 | ↘3312 | ↘3290 | ↘3259 | ↘3241 |
| 2020  | 2021  |       |       |       |       |       |
| ↗3260 | ↗3408 |       |       |       |       |       |

## История
В начале 1920-х годов в составе Симферопольского района был образован Аджи-Булатский сельсовет и на момент всесоюзной переписи населения 1926 года он состоял из двух сёл: Аджи-Булат и Орта-Кисек-Улукул с населением 783 человека.
Указом Президиума Верховного Совета РСФСР от 21 августа 1945 года Аджи-Булатский сельсовет был переименован в Угловский сельский совет.
С 25 июня 1946 года сельсовет — в составе Крымской области РСФСР, а 26 апреля 1954 года Крымская область была передана из состава РСФСР в состав УССР. Время упразднения сельсовета пока точно не установлено (возможно, это произошло в кампанию укрупнения 1962 года, поскольку на 1968 год уже не существовал (в сборнике «Города и сёла Украины. Автономная Республика Крым. Город Севастополь. Историко-краеведческие очерки» утверждается, что сельсовет образован в 1966 году — вероятно, в книге опечатка и это произошло в 1976 году, поскольку на 1 января 1977 года совет уже существовал). Входившее ранее в сельсовет село Орта-Кисек-Улукул, переименованное 18 мая 1948 года в Свидерское, в период с 1954 по 1968 годы присоединено к селу Угловому.
С 21 марта 2014 года в составе Крыма аннексировано Россией.
Статус и границы новообразованного сельского поселения установлены Законом Республики Крым от 5 июня 2014 года № 15-ЗРК «Об установлении границ муниципальных образований и статусе муниципальных образований в Республике Крым».